# لیلین پالمر (ورزشکار)
لیلین پالمر (انگلیسی: Lillian Palmer; ۲۳ ژوئن ۱۹۱۳ – ۱ مارس ۲۰۰۱) دونده اهل کانادا بود.